# John Cregan
Ne doit pas être confondu avec Jim Cregan.
John Francis Cregan (né le 29 janvier 1878 à Schenectady et décédé le 26 décembre 1965 à Philadelphie) est un athlète américain spécialiste du demi-fond. Son club était les Princeton Tigers.

## Biographie

### Palmarès
| Date | Compétition           | Lieu  | Résultat | Épreuve    | Performance  |
| ---- | --------------------- | ----- | -------- | ---------- | ------------ |
| 1900 | Jeux olympiques d'été | Paris | 2e       | 800 mètres | 2 min 01 s 6 |

### Records
| Épreuve    | Performance  | Date |
| ---------- | ------------ | ---- |
| 800 mètres | 1 min 55 s 3 | 1897 |
| Mile       | 4 min 24 s 4 | 1900 |